# Terminal Code
Terminal Code – trzeci studyjny album polskiego zespołu Cruentus, wydany 9 sierpnia 2010 roku samodzielnie przez zespół. Materiał na płytę został nagrany we własnym studiu zespołu - Grizzly Sound Facilities w Szczecinie.

## Lista utworów
1. "Contortion" (muz. J. Lasota, sł. J. Lasota) - 4:37
2. "Inhale Exhale" (muz. T. Gabryel, sł. J. Lasota) - 3:33
3. "Disintegrate" (muz. T. Gabryel, J. Lasota, sł. M. Galicki, J. Lasota) - 4:09
4. "Neuro City Agenda" (muz. J. Lasota, sł. J. Lasota) - 3:43
5. "Unthinkable Complexity" (muz. T. Gabryel, sł. T. Gabryel) - 4:00
6. "Fractal Architecture" (muz. J. Lasota) - 2:24
7. "Love&Tensor Algebra" (muz. J. Lasota, sł. S. Lem) - 4:11
8. "Terminal Code" (muz. T. Gabryel, J. Lasota, sł. J. Lasota) - 3:27
9. "Simsense XP" (muz. J. Lasota) - 1:05
10. "Dead End" (muz. J. Lasota, T. Gabryel, sł. D. Borajkiewicz, J. Lasota) - 5:11
11. "Paradigm" (muz. J. Lasota, sł. D. Borajkiewicz, J. Lasota) - 5:11

## Twórcy
- Marcin "Hyeev" Galicki - śpiew
- Jakub "KRN" Lasota - gitara basowa, elektronika, produkcja
- Tomasz "Tom" Gabryel - gitara, produkcja
- Robert "Binar" Gregorczuk - syntezatory, sampler
- Michał "Alvaro" Waliszewski - gitara
- Bartłomiej "Bart" Mieżyński - perkusja
- Szymon "Shimon" Toda - gitara
- Marcin "MRTZ" Prążyński - perkusja